# آلا دمیدوا
آلا دمیدوا (روسی: А́лла Серге́евна Деми́дова؛ زادهٔ ۲۹ سپتامبر ۱۹۳۶) یک هنرپیشه اهل اتحاد جماهیر سوسیالیستی شوروی است.
از فیلم‌ها یا برنامه‌های تلویزیونی که وی در آن نقش داشته‌است می‌توان به آینه، سگ باسکرویل، چایکوفسکی و مهماندار هواپیما اشاره کرد. وی همچنین برندهٔ جوایزی همچون جایزه دولتی اتحاد شوروی، نشان دوستی، هنرمند مردمی روسیه و هنرمند مردمی جمهوری شوروی فدراتیو سوسیالیستی روسیه شده‌است.